# سهره جزیره دست‌نیافتنی
سهره جزیره دست‌نیافتنی (نام علمی: Nesospiza acunhae) نام یک گونه از سرده سهره‌های جزیره‌ای است.